# Сойоти
Сойо́ти (або саяти, окинські сойоти власна назва сойот, hойод) — корінний малочисельний народ Росії, що живе в Південному Сибіру, корінне населення Окинського району Республіки Бурятія .
Після того, як протягом 50 років вважалося, що сойоти щезли з етнічної мапи Росії як окремий народ і повністю асимілювалися з бурятами, у 1990-ті роки народ голосно заявив про своє існування.

## Розселення
Більшість сойотів живе у межах Окинського району, розташованому на заході Республіки Бурятія. Найбільше їх проживає в селах Сорок (культурна «столиця» сойотів) та Орлик (адміністративний центр Окинського району). Декілька сімей сойотів проживає у селищі Монди Тункинського району.

Окинський район на мапі Бурятії

Ланцюги гір відділяють Окинську долину від сусідніх регіонів. Весь район розташований на висоті понад 1500 метрів над рівнем моря. Зима тут триває з жовтня по травень. Ізольованість і суворі кліматичні умови обумовили формування і збереження тут народу з особливою самосвідомістю та специфічним господарським комплексом.
Окинський район межує на заході з Іркутською областю та Республікою Тива, на півдні — з Хубсугульським аймаком Монголії. Там живуть споріднені із сойотами народи: тофалари, тоджинці, цаатани.

## Чисельність
Чисельність сойотів за даними перепису населення Росії 2002 року становила 2769 осіб, за даними наступного перепису 2010 року вона збільшилась до 3608 осіб, з них 3579 осіб жило в Бурятії.
За даними мікроперепису, станом на січень 2001 року в Окинському районі нараховувалось 4615 жителів, з них 2002 — сойотів (майже 42 % жителів району).
Чисельність сойотів у населених пунктах Окинського району та столиці Бурятії Улан-Уде (2002 р., перепис):
 — улус Сорок 614 осіб;
 — село Орлик 569 осіб;
 — село Хужир 314 осіб;
 — місто Улан-Уде 191 особа;
 — улус Хурга 159 осіб;
 — селище Боксон 139 осіб;
 — улус Алаг-Шулун 134 особи.

## Історія
Історія сойотів лишається недостатньо дослідженою. Вважають, що вони є нащадками саянських самодійців, давнього населення Східних Саян. Десь у VII—VIII ст. вони зазнали тюркизації. Проте тюркські мігранти не були чисельними в регіоні, тюркізація торкнулася передусім мови, назв родів і лише частково вплинула на господарство, матеріальну культуру і систему світогляду місцевого населення.
За походженням, мовою та культурою сойоти є дуже близькими до тофаларів Іркутської області, тувинців Тоджинського кожууну Республіки Тива і духа (цаатанів) Хубсугульського аймаку Монголії.
За свідченням старожилів Окинського району, їхні предки приблизно 400—450 років тому переселилися сюди із сусідніх районів сучасної Монголії, з розташованих на північний схід від озера Хубсуґул сомонів Ханх і Цагаан-Уур. Частина їх розселилася в долині річки Ока, де вони знайшли сприятливі для оленярства умови. Інша частина осіла на території сучасних Тункинського і Закаменського районів, змішуючись там з місцевими бурятами.
Перші письмові джерела про сойотські племена належать до XVII століття. Це були російські приказні книги «Оповіді» («Сказы») козаків і службових людей.
Російсько-китайський кордон, встановлений 1727 р., ізолював сойотів від споріднених тувинців-тоджинців і цаатанів. Водночас відбувалося активне заселення західних районів Бурятів родовими групами монголів-хонгодорів, однієї зі складових формування сучасного бурятського етносу.
Тункинські сойоти, перебуваючи в тісних етнокультурних контактах з бурятами, перейшли на бурятську мову, перейняли бурятські навички скотарства, частково запозичили одяг, традиції харчування. Окинські сойоти продовжували свій традиційний спосіб життя мисливців-оленярів і підтримували контакти з тофаларами, цаатанами та тоджинцями. Бурятська мова поширювалась серед них не так швидко. Відбувалося це значною мірою через мішані шлюби. Жінок-сойоток не вистачало, а шлюби всередині роду заборонялися. Тому чоловіки сойоти одружувалися з бурятками.
У 1926 році в Окинському районі працювала група Східно-Сибірського відділення Комітету сприяння народностям північних окраїн на чолі з професором Б. Е. Петрі. Була висловлена пропозиція визнати сойотів однією з малих народностей Півночі, але вона не отримала підтримки. Була утворена Сойотська туземна сомонна Рада, але проіснувала вона недовго. Національні лідери сойотів були репресовані.
Перепис населення СРСР 1926 року зафіксував 229 сойотів. За даними Б. Е. Петрі, на той час їх нараховувалось трохи більше 500 сойотів, але рідною мовою вони вже майже не розмовляли, надаючи перевагу бурятській. Сойоти продовжували кочувати тайгою зі своїми оленями, полювати хутряного й копитного звіра, зберігали своє традиційне житло — чум.
У 1930-х роках сойотське оленярство стало занепадати. Поповнювати стадо, купуючи оленів у тоджинців, як це робилося раніше, тепер стало неможливо. Тува була іноземною державою, пригнані звідти олені вважалися контрабандою і конфісковувалися владою. Водночас кочове населення переводили на осілість, сойотів разом із їх оленями записали до колгоспів. Тут вони змушені були займатися скотарством бурятського типу. Тим не менше, в 1943 році в Окинському районі ще було 567 оленів, використовувались вони переважно для транспортних потреб.
Остаточного удару сойотам завдала ліквідація урядом Бурятської АРСР 1963 року оленярства як непродуктивої галузі господарства. А після того, як в Окинському районі було утворено держпромгосп і до цього новоутворення відійшли кращі мисливські угіддя, сойотам не стало де полювати. Щезло традиційне господарство, а разом із ним і відповідний спосіб життя. Щезла й самоназва народу, після перепису населення 1926 року сойоти більше не згадувались як самостійна етнічна одиниця, їх стали записувати бурятами. Так офіційно сойоти були стерті з етнічної мапи Росії, але багато представників народу продовжували зберігати пам'ять не лише про належність до маленького оленярського народу, а й багато народних переказів і навичок традиційної побутової культури.
Рух за національно-культурне відродження, що охопив у 1990-ті рр. всі народи колишнього СРСР, не пройшов і повз сойотів. 1992 року, з ініціативи жителів села Сорок Окинського району, був утворений Центр Сойотської культури, метою якого стало сприяння культурному й духовному відродженню етносу. 1993 року була утворена Сойотська національна сільська Рада з центром у с. Сорок, а також Асоціація сойотів Окинського району, до якої записалося 812 осіб. Серед напрямків діяльності асоціації: відновлення національних традиційних форм економіки, розробка й реалізація заходів з оздоровлення екологічної ситуації в районі, відродження національних особливостей сойотської культури.
Певні труднощі виникли із самоназвою сойотів і визнанням їх окремим корінним народом Бурятії. Лише на підставі історико-етнографічної довідки про сойотів, підготовленої співробітниками Інституту етнології й антропології Російської АН, уряд Російської Федерації у березні 2000 року прийняв постанову, якою включив сойотів Бурятії до числа Єдиного переліку корінних малочисельних народів Російської Федерації. Всеросійський перепис населення 2002 року врахував сойотів окремою народністю.

## Мова
Спочатку сойоти розмовляли мовою, яка належить до самодійської групи уральської мовної сім'ї. Згодом вони були піддані тюркізації, а ще пізніше — асиміляції з бурятами й повністю перейшли на бурятську мову монгольської групи алтайської мовної сім'ї.
За переписом населення 2002 р. в Бурятії з 2739 сойотів бурятською володіли 2623 особи (96 %), а 2429 осіб — також і російською мовою (89 %).
Сучасна сойотська мова — це тюркська мова, що входить до складу уйгуро-тукюйської підгрупи уйгуро-огузької групи. Вона є близькою до тувинської, тофаларської мов Росії, а також цаатанської та уйгуро-урянхайської мов Монголії. Ще в 1970-х — на початку 1990-х років цю мову пам'ятало декілька літніх сойотів.
В рамках відродження сойотської мови в 2001 році для неї, за зразком тофаларської абетки, була створена писемність на основі кирилиці. Започатковано видання букваря і навчальних посібників сойотською мовою. У 2003 році був виданий «Сойотсько-бурятсько-російський словник». З 2005 року почалося поступове впровадження викладання мови в початкових класах сойотських шкіл Окинського району Бурятії.

## Традиційні заняття
Традиційно сойоти займалися оленярством та мисливством. Розгалужена мережа гірських річок і потоків дозволяла займатися рибальством, яке, як і збиральництво, мало допоміжний характер.
Сойоти тримали домашнього північного оленя карагаської породи, що відрізняється високим зростом і неабиякою силою. Олені забезпечували сойотів практично всім необхідним: м'ясом, молоком, шкірою, сухожиллями, пантами. Крім того, вони виконували роль верхових і в'ючних тварин. Місцеве тайгове оленярство було засноване на екстенсивному використанні пасовищ. Олені цілий рік паслися на підніжному кормі. Залежно від сезону, сойоти переганяли свою худобу в місця, де в цей період складалися найкращі кормові й погодні умови. Влітку вони підіймалися на високогірні пасовища, багаті на ягель, улюблений корм оленів. Узимку спускалися в долини річок, де не так холодно, і тварини можуть знайти мох, траву або гриби. Восени та навесні зупинялися на проміжних стійбищах серед тайги. На рік перекочовували від 4 до 10 разів, залежно від стану кормів.
Мисливством займалися виключно чоловіки. Полювали дичину заради м'яса, шкури та хутра. Хутро було предметом торгівлі, крім того, ним сплачували ясак.
Сойоти-оленярі були кочовиками й не мали постійних поселень. Жили вони в чумах (місцева назва: урса, уурс), наметах з кракасом із дерев'яних жердин, критих шкурами.
Оленярством займалася лише одна група сойотів, що жила в гірській місцевості Ільчир на вододілі річок Іркут та Ока. Інші запозичили бурятські способи господарювання.
В долині річки Ока сойоти розводять корів монгольської породи, яків (сарликів), хайнаків (гібрид яка з коровою), овець, оленів і коней. Яководство є унікальною галуззю господарства в Бурятії, воно склалося у сойотів на початку XVII століття. Невисока продуктивність місцевого скотарства компенсується стійкістю місцевих порід до хвороб і дефіциту кормів.
Невелика група сойотів у Тункинському районі займається землеробством у сполученні з утриманням у невеликій кількості домашньої худоби.

## Суспільство
В основі традиційного соціального устрою сойотського суспільства — об'єднання кількох родів, яке очолювалось радою зі старійшин цих родів. Відомі роди іркіт, хаасуут і онхот. Ці кровні роди суворо дотримувались екзогамії. Домінувала моногамна форма сім'ї.
Сойоти зберегли багато рис своєї побутової та духовної культури. Глибокий вплив на неї мала бурятська культура. Сьогодні зберігся лише невеликий шар самобутнього сойотського фольклору: казки, легенди, перекази. Пісенно-танцювальний фольклор має запозичений характер.
Традиційною релігією сойотів є шаманізм. Народні вірування являли собою комплекс різних магічних і анімістичних уявлень, забобонів і заборон. Шанування оточуючого світу було пов'язане з вірою в те, що багато предметів і явищ мають своїх духів-хазяїв. Душами наділялися гори й водойми, дерева й тварини, небо й земля, сонце і місяць, природні стихії (грім, блискавка, вітри). Містичні властивості бачили й у словах.
Особливий розвиток у сойотів отримав культ гір. Щорічно під час спеціальних обрядів люди приносили жертви духам-хазяям 13 окинських гір. Шамани здійснювали моління наділеній дущею горі-охоронцю місцевості Бурин-хану (сойотською Улуг-даг, «Велика гора»).
Важливе місце в житті народу займав також промисловий культ, тісно пов'язаний з мисливською магією. Полювання супроводжувалось дотриманням різних заборон і прикмет. Шанували міфічного хазяїна тайги Баян-Хангая, заступника мисливців Анда-Бара та інших персонажів, від прихильності яких, як вважали, залежав успіх на полюванні.
На початку XX ст. серед сойотів поширився буддизм школи Гелуг. Був споруджений Балактинський (Желгенський) дацан, який діяв до кінця 1920-х рр.
Починаючи з 90-х років XX ст. здійснюються заходи з відродження духовної культури та мови сойотів. Відроджене національне сойотське свято Жогтаар («Зустріч»), яке у 2004 році було перейменоване на Улуг-Даг. Проведенням цього свята, а також організацією Днів сойотської культури займається Асоціації корінних малочисельних народів Півночі Республіки Бурятія, до складу якої 2001 року увійшла Асоціація сойотів Окинського району.
Діє також фонд «Ахалар» (Аха — бурятська назва річки Ока та її басейну), громадська благодійна екологічна організація, створена для захисту інтересів сойотського населення. Очолює його лама гелуг Данзан-Хайбзун, в миру Федір Самаєв, один з лідерів відродження буддизму в Росії, сойот за національністю, уродженець Окинського району. Фонд «Ахалар» був засновником Центру сойотської культури